# 黒肥地村
黒肥地村（くろひじむら）は、熊本県球磨郡にあった村。

## 歴史
- 1889年4月1日 - 町村制施行により黒肥地村発足。
- 1955年4月1日 - 多良木町、久米村と合併して多良木町となり、閉村。